# Leptogenys suarensis
Leptogenys suarensis is een mierensoort uit de onderfamilie van de Ponerinae. De wetenschappelijke naam van de soort is voor het eerst geldig gepubliceerd door Emery.